# Ponte da Integração Brasil-Paraguai
A ponte da Integração é uma ponte estaiada finalizada em agosto de 2023. Liga o Brasil e o Paraguai com um comprimento total de 760 m e um vão livre de 470 metros de extensão. A ponte deve abrir para o tráfego de veículos no final de 2025, devido às obras de acesso e aduana que ainda não foram concluídas em ambos os lados da fronteira.
A construção da ponte começou em 7 de agosto de 2019 e foi concluída em agosto de 2023. A ponte poderá ser usada tanto por veículos leves quanto pesados e após a inauguração, o tráfego de caminhões será proibido na ponte da Amizade.
Em maio de 2019, a Itaipu Binacional assinou acordos com o Governo do Estado do Paraná para repasse de recursos para a ponte, cujas obras estão sendo pagas pela operadora da usina. O investimento na ponte é de 323 milhões de reais. Quando concluída, será administrada pelo Governo do Paraná.